# Metropolitano de Nagoya
O Metrô de Nagoya é um sistema de metropolitano que serve a cidade japonesa de Nagoya.

## Linha
- Linha Higashiyama [en] (東山線)
- Linha Meijō [en] (名城線)
- Linha Meikō [en] (名港線)
- Linha Tsurumai [en] (鶴舞線)
- Linha Sakura-dōri [en] (桜通線)
- Linha Kamiiida [en] (上飯田線)